# Coffeyville
Coffeyville is een plaats (city) in de Amerikaanse staat Kansas, en valt bestuurlijk gezien onder Montgomery County.
De stad stond bekend vanwege het feit dat de Daltonbende op 5 oktober 1892 twee banken gelijktijdig probeerde te overvallen. Tegenwoordig krijgt het meer aandacht door het triviale feit dat het plaatsje het centrum van de Verenigde Staten zou zijn, althans volgens Google Maps. Als in de Amerikaanse editie van deze webapplicatie, die standaard opent met de 48 aaneengesloten staten in beeld, alsmaar ingezoomd wordt zonder de kaart te verschuiven, komt men iets ten noordwesten van Coffeyville uit.

## Demografie
Bij de volkstelling in 2000 werd het aantal inwoners vastgesteld op 11.021.
In 2006 is het aantal inwoners door het United States Census Bureau geschat op 10.387, een daling van 634 (-5,8%).

## Geografie
Volgens het United States Census Bureau beslaat de plaats een oppervlakte van 18,3 km², geheel bestaande uit land.

## Plaatsen in de nabije omgeving
De onderstaande figuur toont nabijgelegen plaatsen in een straal van 24 km rond Coffeyville.

## Geboren
- Johnny Rutherford (1938), autocoureur
- Phil Ehart (1950), drummer van Kansas